# Dorfkirche Seegefeld
Die Dorfkirche Seegefeld ist eines von vier evangelischen Gotteshäusern in der Stadt Falkensee, ihr Turm gilt als das älteste Gebäude im Ort. Sie war der Mittelpunkt des früheren Dorfes Seegefeld, heute Stadtteil von Falkensee.
Am Anfang war der Turm, der sogenannte Wehrturm. Für die Annahme, dass dieser als Wehrturm errichtet wurde, sprechen seine Maße: 8,45 m × 6,70 m, bei einer Wanddicke von 1,20 m, die Ecken ließen sich auf 2,20 m Dicke vergrößern. Das Turmfundament besteht, wie im Mittelalter üblich, aus Feldsteinen. Das Umfassungsmauerwerk ist aus Ziegeln im mittelalterlichen Klosterformat 29 x 14 x 8 gemauert, welches im 11. Jahrhundert eingeführt wurde und schnell im norddeutschen Raum Verbreitung fand.
Nach der Reformation wird im Jahr 1550 erstmals der Name „Ribbeck“ als Besitzer des Rittergutes Seegefeld urkundlich erwähnt. In der Kirche befinden sich Epitaphe für die Adelsfamilie von Ribbeck, deren Familiengeschichte eng mit Seegefeld zusammenhängt. Das denkmalgeschützte Gebäude erhielt im 18. Jahrhundert Anbauten. Ab 1991 konnte mit umfangreichen Sanierungsarbeiten außen und innen begonnen werden.

## Geschichte

### Entstehung im Hochmittelalter,  Erweiterung und Zustand bis ins 21. Jahrhundert
Die anfängliche Baugeschichte ist unter anderem wegen verheerender Dorfbrände nicht mehr überliefert. Äußerlich sichtbar ist die chronologische Baufolge der Kirche sowie der Erweiterungsbauten.
Am 11. November 1313 wurde erstmals ein katholischer Pfarrer urkundlich erwähnt. Das Kirchenpatronat, das Recht zur Besetzung der Pfarrstelle mit einem Priester, hatte vermutlich bereits seit dem 13. Jahrhundert das Benediktinerinnenkloster Spandau, bis es infolge der Reformation im 16. Jahrhundert aufgelöst wurde.
Als Anbau an einen Wehrturm wurde eine einfache Saalkirche aus Feldsteinen und Backsteinen errichtet. Der Turm ohne ebenerdigen Eingang war vorher vermutlich als Außenposten der Zitadelle Spandau gebaut worden. In diesem Zusammenhang wurde Seegefeld auch das erste Mal im Jahr 1165 urkundlich erwähnt. Diese Anordnung – Kirche an einem Wehrturm – ist beispielsweise auch bei der Servatius-Kirche in Selent zu finden. Der Turm bekam nachträglich einen Treppengang außerhalb der Grundmauern zum Geläut und im Inneren eine Kapelle (jetzt Ribbeck-Loge).
Nach dem Abriss des Dachstuhles im Jahr 2010 ließ man das Holz labortechnisch untersuchen. Die Fälldaten der Hölzer liegen zwischen 1495 und 1508. Warum damals ein Neubau des Dachstuhles erforderlich wurde, kann nicht bestimmt werden. Ein durch Blitzschlag ausgelöster Dorfbrand des Jahres 1601 verschonte das Gotteshaus weitestgehend, das Pfarrhaus brannte jedoch nieder. Bis 1604 hatte man dieses Gebäude gemeinschaftlich wieder aufgebaut. Nach kleinen Erhaltungsmaßnahmen an dem Kirchengebäude in den folgenden Jahrhunderten erfolgte im Jahr 1742 eine Erweiterung: Es erhielt nördlich und südlich je ein Seitenschiff mit etwa quadratischem Grundriss angebaut, der Kirchenhauptraum wurde dabei etwas erhöht, so dass seine Giebelseite zum Turm hin nun einen Teil der dortigen Fenster verdeckt. Haupt- und Seitenschiffe erhielten einen einheitlichen Putz. Im Inneren sind die Bereiche mittels Vouten optisch voneinander getrennt.
Im Jahr 1922 erfolgte ein größerer Umbau am Dach der Kirche, wie aus einer bei den jetzigen Restaurierungsarbeiten aufgefundenen Flasche mit einer Tageszeitung aus dem genannten Jahr hervorgeht. Dabei wurden jedoch nicht immer die geeignetsten Materialien verwendet. 1959 erfolgte eine weitere Sanierung am Inventar, wobei der Altar, die Kanzel und die Taufe eine neue leimgebundene Fassung erhielten. Gold wurde nicht verwendet, stattdessen verwendete man eine Ockerfarbe. Ob der Zeitgeist oder Kostengründe dafür sprachen, ist nicht bekannt. Ab 2010 setzte man die seit 1995 geplante umfassende Sanierung der Kirche um. Dazu gehörte die Erneuerung des Dachstuhles und der Außenputz.
Die großen Kriege wie der Dreißigjährige Krieg, die Befreiungskriege 1813–1815 sowie der Erste und Zweite Weltkrieg hatten der Dorfkirche nicht zugesetzt. Es waren Unwetter und die Zeit.

### Umbau, Sanierung, umfassende Restaurierung ab 1995
Nach der Wende gelang es der Kirchengemeinde Falkensee-Seegefeld zunächst mithilfe von Förder- und Spendengeldern und später durch die Bereitstellung von 200.000 € aus dem Konjunkturpaket II, das Kirchengebäude in mehreren Bauetappen restaurieren zu lassen. Nach aufwändigen Vermessungs- und Planungsarbeiten sowie Gutachten begann der praktische Teil im Juli 2010. Vor allem waren Dacharbeiten dringend nötig, wie der folgende Auszug des entsprechenden Gutachtens zeigt:

„Das Tragwerk des Daches muss umfassend überarbeitet werden. Es müssen Sparrenfüße und Deckenbalkenköpfe erneuert, Querschnitte neu angeschlossen und getauscht werden. Die Saaldecke muss im Bereich der Unterzüge geöffnet werden, um die Auflagersituationen und die Tragfähigkeit der Querschnitte zu überprüfen. Im Bereich des östlichen Hauptschiffes muss ein komplexer Fußpunkt entwickelt werden, um die auftretenden Kräfte sicher ableiten zu können. Die Gefahr bei einer Sanierung des Dachstuhles besteht darin, die aufgedoppelten Bohlen zu entfernen, um neue Verbindungen herzustellen oder Querschnitte zu verstärken. Da das jetzige Tragverhalten nicht mehr dem eines Kehlbalkendaches entspricht und der Kraftfluss kaum nachvollziehbar ist, kann mit dem Entfernen einiger Bohlen das Tragwerk versagen, und es zu unvorhergesehenen Kettenreaktionen kommen, die im Extremfall zum Teilversagen einzelner Tragglieder bis hin zum Einsturz führen kann.“

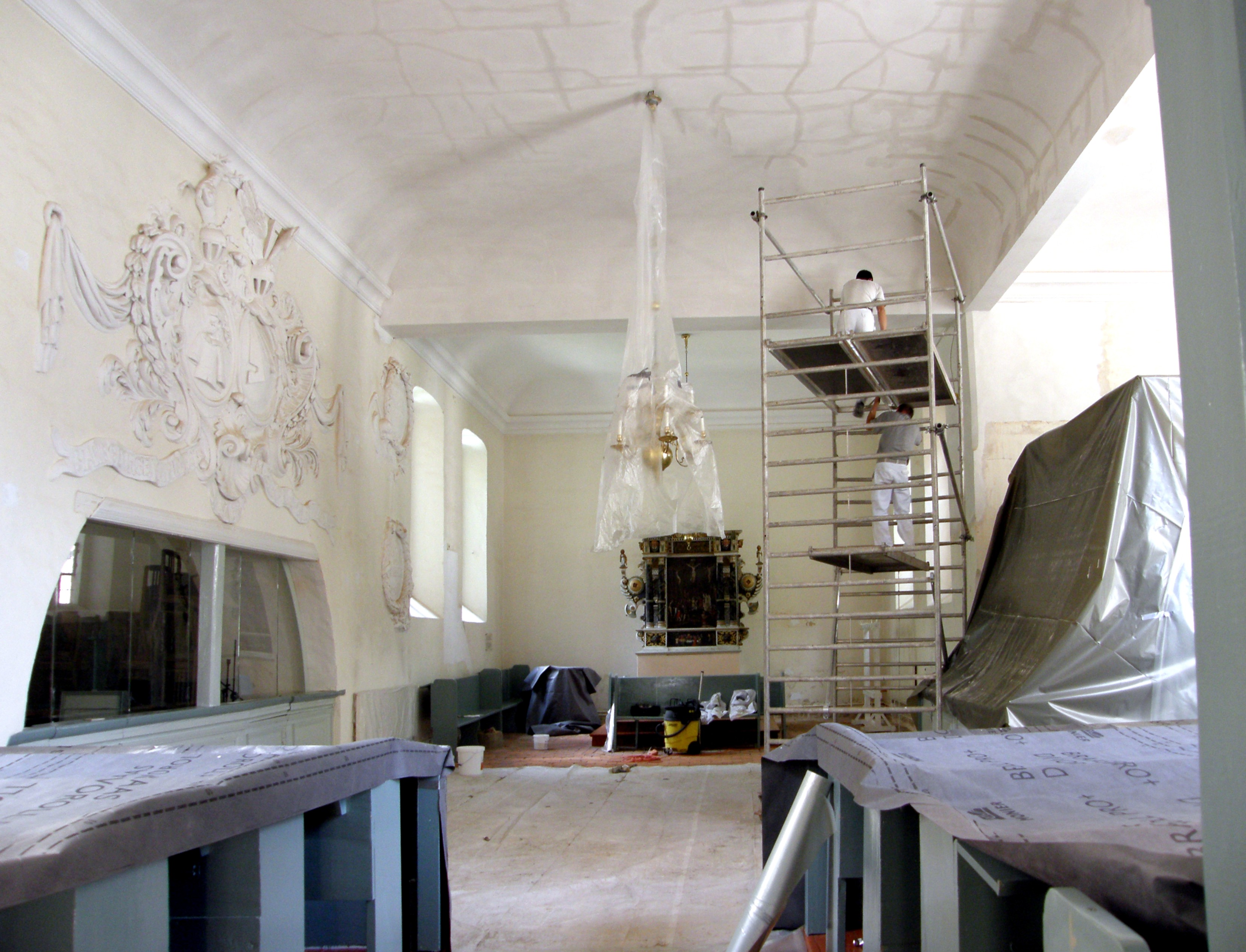
Momentaufnahme der Innenraumarbeiten im Juli 2011:
in Bildmitte der Altar, am rechten Rand abgedeckte Teile der Orgel

Die Kirche bekam neuen Außenputz und einen neuen Dachstuhl, auf den Biberschwänze aufgelegt wurden. Auch die Regenfallrohre und Regenrinnen mussten erneuert und die Entwässerung so verändert werden, dass das Wasser vom Gebäude wegführt. Der Glockenstuhl wurde ausgetauscht und die Glocken überarbeitet. Des Weiteren installierte man eine neue Elektroanlage samt Beleuchtung und anstelle der Luftheizungs-Anlage aus dem Jahr 1913 wurde eine Gasheizung im Kirchenraum eingebaut. Weil Kanzel und Orgel für die Rekonstruktion des Kircheninnenraums vorübergehend entfernt wurden, kamen sie in Fachwerkstätten zur Überarbeitung. Der Baufortschritt erfolgte jedoch nicht wie vorgesehen, weil geplante landeskirchliche Mittel ausfielen. Langfristig ist vorgesehen, den Altarbereich wieder auf die Ostseite des Kirchenhauptraumes zu verlegen.
Die Planungen sahen den Abschluss aller Sanierungen und Umbauarbeiten zum 700-jährigen Kirchenjubiläum im Jahr 2013 vor.

## Architektur

### Baukörper
Das Gotteshaus besitzt durch verschiedene Erweiterungen einen kreuzförmigen Grundriss, Lang- und Querhaus sind mit Satteldächern versehen. Die Südseite und die Ostseite werden von Staffelgiebeln abgeschlossen, die mit Spitzbogenblenden geschmückt sind. Bemerkenswert ist, wie im Innenraum Bild, zu erkennen, dass seit dem Umbau 1922 die Ausrichtung der Kirche im Inneren mit Hauptgang und Altar nicht dem Langhaus entspricht, sondern die beiden Querhäuser nutzt.

### Turm
Der Kirchturm mit quadratischem Grundriss an der Westseite ist nicht direkt in den Baukörper einbezogen; er hat Schallöffnungen nach allen vier Seiten. Das spitzgiebelige Satteldach überragt den gesamten Kirchenbau. Die Turmstube besitzt ein Rundfenster und im Dach des Turmes ist eine Gauben eingefügt.
In den Jahren um 1400 hatte das Dorf Seegefeld sehr unter Plünderungen zu leiden. Vermutlich stammt der Zufluchtsraum im Turm aus dieser Zeit. (Aus 750 Jahre Seegefeld - Festschrift in Buchform aus dem Jahr 2015) Fassaden sind unverputzt und auf dem Dachfirst ist am Südende das Turmkreuz aufgerichtet, am Nordende steht der Turmknauf. Das Geläut besteht aus vier Glocken, davon zwei als Bronzeguss und zwei als Stahlguss. Die zweitälteste und kleinste Bronzeglocke wurde 1536 von Andreas Kepfel aus Lothringen gegossen, die älteste stammt vermutlich aus der Zeit zwischen 1300 und 1350. (Quelle: 750 Jahre Seegefeld, aus dem Jahr 2015, Seite 15) Im Ersten Weltkrieg musste Seegefeld die zwei größten Glocken zur Herstellung von Kriegsgerät abliefern. Nach dem Krieg konnte die Gemeinde zwei Glocken aus Stahl nachgießen lassen.

## Innenausstattung

### Altarbereich

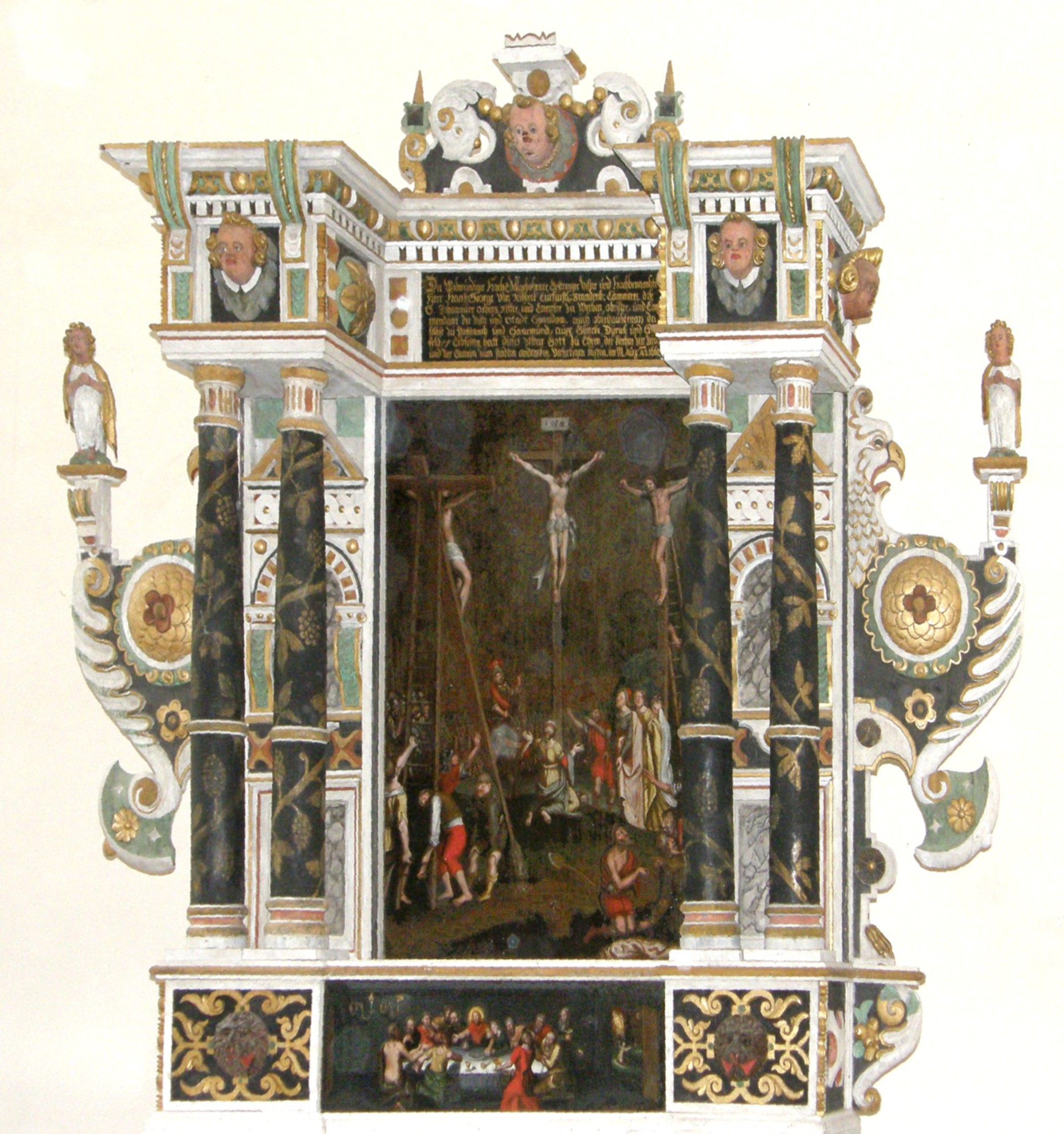
Altar der Seegefelder Kirche

Er musste durch die spätere Erweiterung von der Ostwand in den nördlichen Kreuzarm umziehen und liegt somit auch nicht mittig im Kirchengebäude. Weder besondere Fenster noch eine Erhöhung markieren diesen Bereich. Vor einer glatt weißen Wand befindet sich ein in Schnitzwerk und Säulen gefasstes Altarbild, das auf einem hölzernen Tisch platziert ist. Der Altar wurde 1662 in dieser Kirche installiert. Altarbild und Predella sind Ölgemälde, die die Kreuzigung Christi und das Abendmahl darstellen. Der Altar wurde von Hans Georg von Ribbeck gestiftet, wie die Inschrift auf einer kleinen Tafel über dem Bild informiert: „Hans Georg Ribbeck II. hatt dieses Altar Gott zu ehren, der Kirchen zur zirat und der Gemein zum städten andencken verfertigen lassen. Im M. Aug. AO 1662.“ Zu späterer Zeit wurden dem Giebel des Altaraufsatzes noch zwei kniende betende weibliche Figuren hinzugefügt. Erwähnenswert sind die seitlichen Fassungen des Altarbildes in Form stilisierter Adler, auf denen je eine Engelsfigur steht.
An der Westwand des Altarbereiches steht eine zur gleichen Zeit angefertigte geschnitzte Kanzel auf einer Säule. Der polygonale Kanzelkorb ist mit Darstellungen der vier Evangelisten versehen. Die Kanzel wurde 2008 bei ersten Innenraumarbeiten abgebaut und notdürftig saniert, eine gründliche Reparatur und Ergänzung des fehlenden Schalldeckels muss jedoch noch erfolgen, wofür ein größerer Betrag erforderlich ist. Sie soll außerdem einen besseren Platz erhalten.
Die hölzerne Taufe wurde ebenfalls 1662 hergestellt und der Kirche gespendet. Das achteckige Ausstattungsstück ist farbig gestaltet und enthält Bibelsprüche und Bildnisse.
Auffällig ist ein Stuckrelief an der Westwand, das die Wappen der Stifterfamilie zeigt mit den Namen Hans George von Ribbeck und seiner Frau Alb:Leop:Elis: von Erxleben (=Albertine Leopoldine Elisabeth von E.) 1781. Symmetrisch daneben sind reliefartige Totenkränze auf Epitaphien gestaltet, die an den frühen Tod von drei ihrer Kinder erinnern.
Eine früher im Kirchenschiff vorhandene Patronatsloge wurde entfernt.

### Fenster, Beleuchtung, Wände und sonstiges

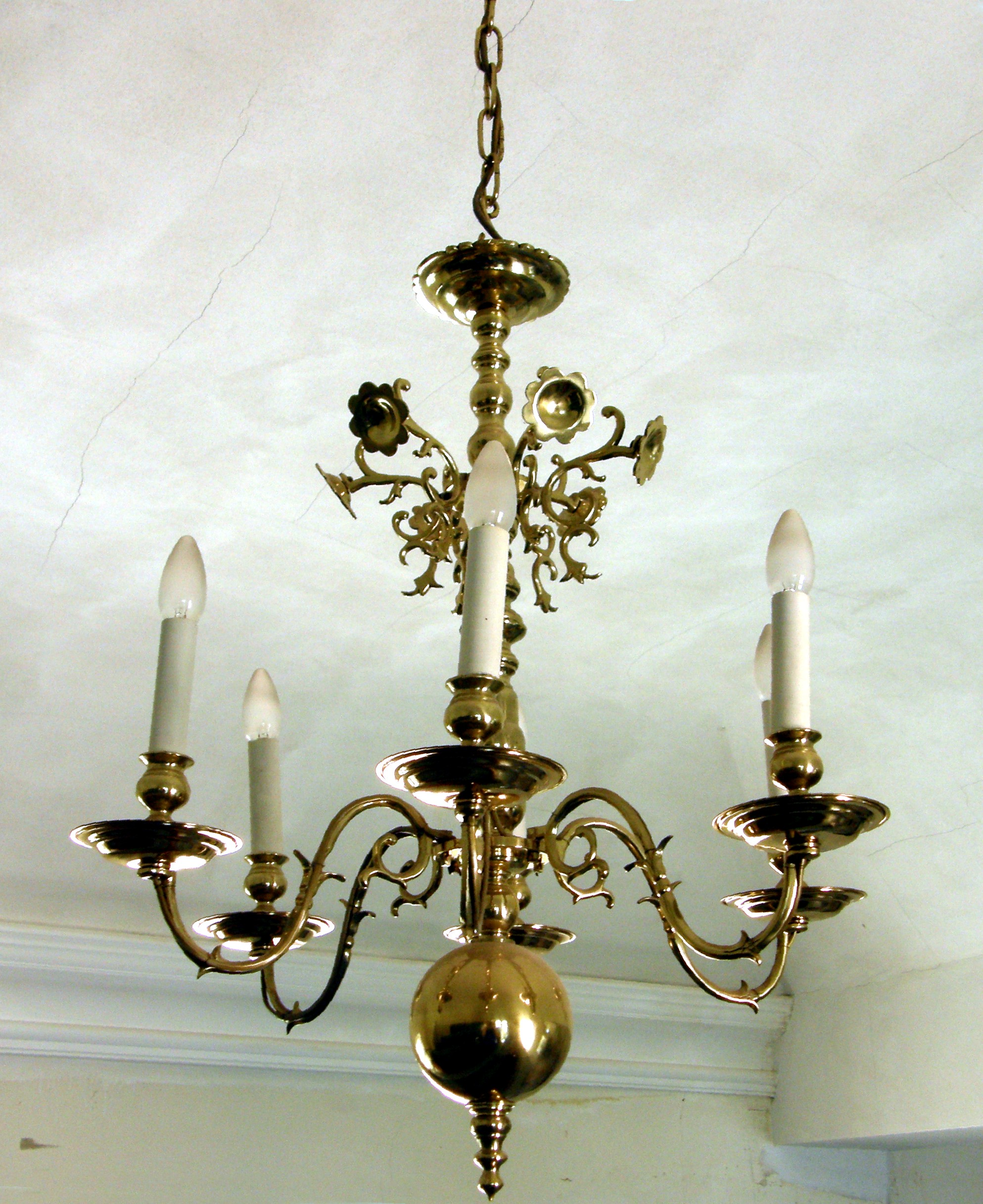
Deckenleuchter

Die schmalen hochrundbögigen Fenster sind paarweise gruppiert, mit einfachem Glas versehen und lassen ausreichend Tageslicht in das Kirchenschiff. Etwa in der Mitte der flachen und verputzten Decke hängt ein sechsarmiger Messing-Kronleuchter. Über dem Altar gibt es einen gleich gestalteten doppelt-sechsarmigen Leuchter.
Die Sanierungsarbeiten der 1990er Jahre führten im Kircheninneren und im Turmraum zur Freilegung erhaltenswerter Reste der Wandbemalung aus dem 16. Jahrhundert. Sie sind jedoch (noch) durch die Orgel verdeckt.
Die Bestuhlung wurde bei den umfangreichen Erneuerungsarbeiten der letzten Jahre ebenfalls überholt, neu gestrichen und ergänzt.

### Orgel

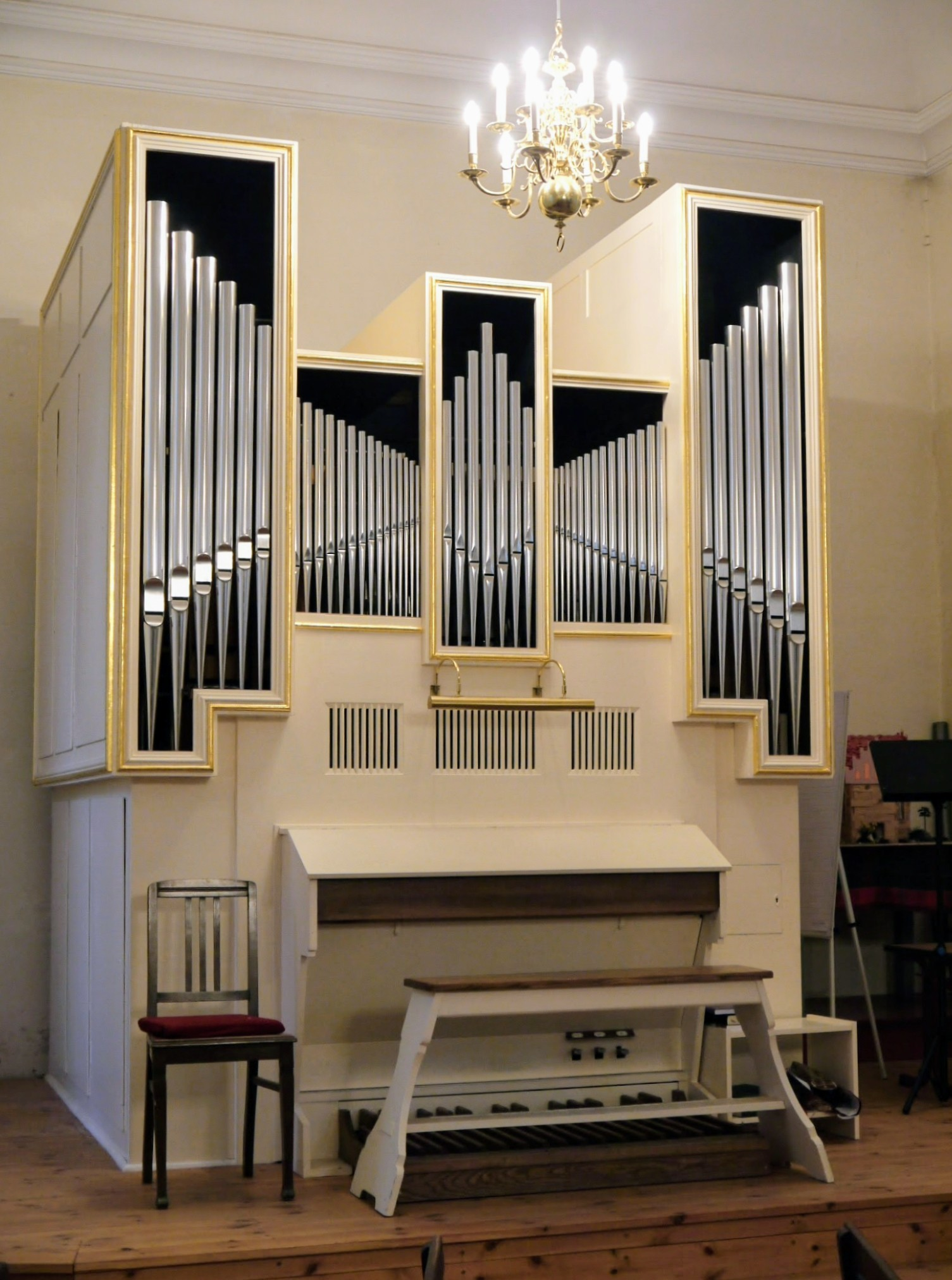
Orgel

Die erste Orgel der Seegefelder Kirche entstand in der Werkstatt des Potsdamer Orgelbauers Gottlieb Heise und wurde 1845 im damaligen Altarraum auf der Ostseite installiert. Die Herstellung und der Einbau kosteten 492 Thaler, von denen 38 Thaler, 27 Groschen und 6 Pfennig erst durch Heises Witwe eingeklagt werden mussten. Trotz folgender Umbauten, unter anderem 1865 durch die Fa. Lütkemüller aus Wittstock und 1919/1920 durch die Firma Walcker aus Ludwigsburg, gelang es nicht, einen zufriedenstellenden Klang zu erreichen.
So beschloss die Gemeinde, ein neues Instrument in Auftrag zu geben, wofür die Firma Kemper und Sohn in Lübeck ausgewählt wurde. Diese Reformorgel erhielt 1928 ihren Platz in der Seegefelder Kirche auf der Ostempore. Kleinere technische Fehler, deren Beseitigung nicht gelangen, und wiederum ein unzureichender Klang (der „rettungslos im Gemeindegesang ertrank“) führten dazu, dass kurz nach dem Ende des Zweiten Weltkriegs eine dritte Orgel angefordert werden musste.
Die Gemeinde ließ diese ab 1952 durch Alexander Schuke Potsdam Orgelbau in Potsdam neu anfertigen und feierte am 4. November 1956 die Orgelweihe. Als Standort kam die dem Altar gegenüberliegende umgebaute Südempore in Frage. Hier musste sie 1991 wegen erster Dachsanierungsarbeiten abgebaut werden.
 Durch mehrere bedeutende Spenden war es möglich, das Instrument im östlichen Kreuzarm des Gebäudes zu ebener Erde neu aufzustellen. Es wurde am 1. Advent 1999 mit einem Konzert wieder eingeweiht. Die Orgel ist mit zwei Manualen, einem Pedal und 14 Registern ausgestattet. Sie wird auch regelmäßig zu Konzerten genutzt. Im Rahmen des Rückbaus des Kircheninneren ab 2010, vor allem der geplanten Verlagerung des Altars auf die Ostseite, wird sie jedoch noch einmal umziehen müssen und soll dann im Nordschiff ihren endgültigen und auch akustisch günstigen Standort erhalten.
Disposition der Orgel
| I Hauptwerk C–g3 |    |
| Rohrgedackt      | 8′ |
| Principal        | 4′ |
| Hohlflöte        | 2′ |
| Mixtur IV        |    |

| II Oberwerk C–g3 |       |
| Gedackt          | 8′    |
| Koppelflöte      | 4′    |
| Nassat           | 2 ⁄3′ |
| Principal        | 2′    |
| Sifflöte         | 1′    |
| Tertian II       |       |
| Tremulant        |       |

| Pedal C–f1     |     |
| Subbaß         | 16′ |
| Gemshorn       | 8′  |
| Gedackt-Pommer | 4'  |

- Koppeln: II/I, I/P, II/P

### Nebengelass und Umgebung der Kirche
Anstelle der ehemaligen Patronatsloge wurde ein Zugang zum Vierungseck mit einem Hofausgang ermöglicht. Hinter einer Tür befindet sich die erhaltene Sakramentsnische.

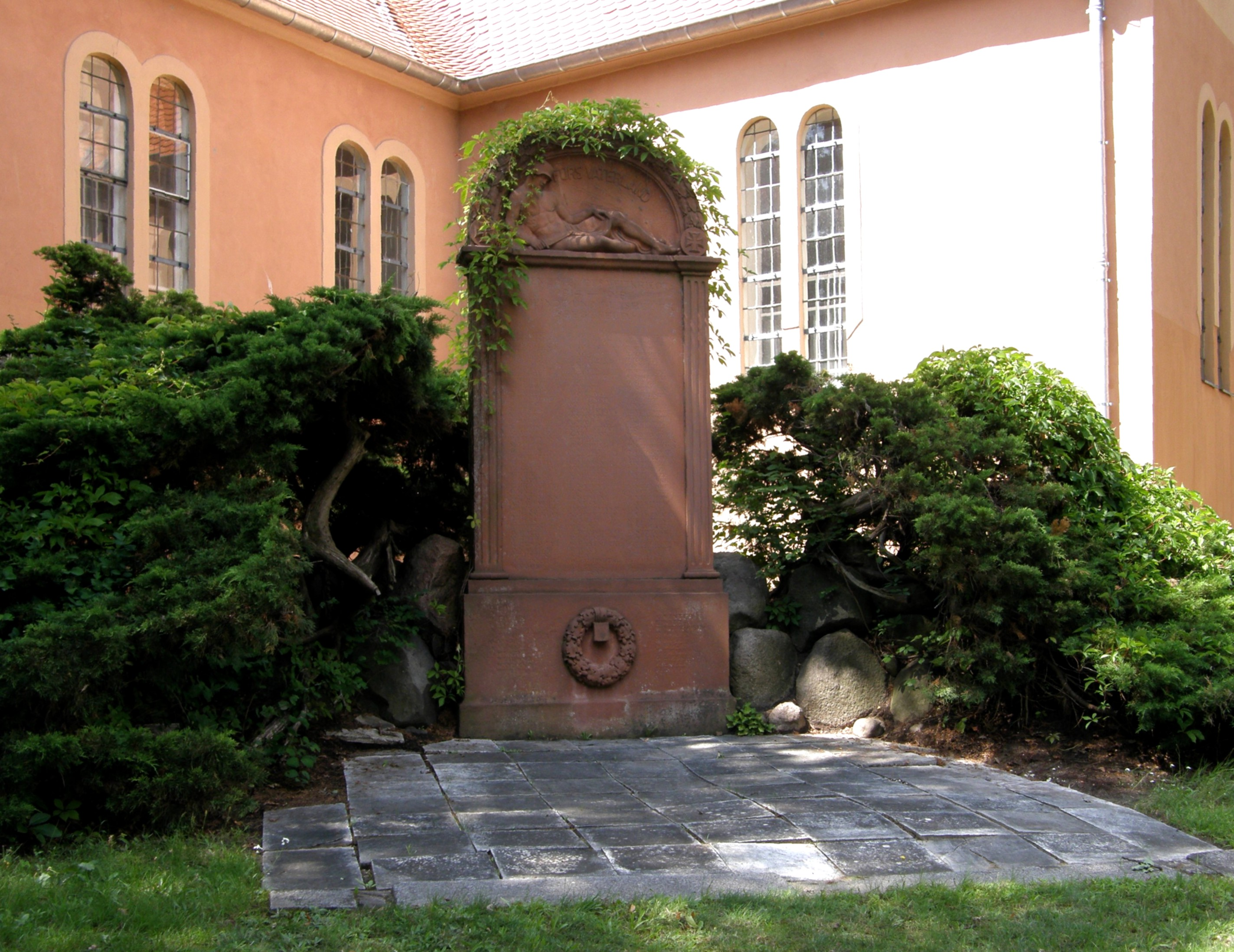
Ehrenmal „Fürs Vaterland“

Im Zugangsbereich zur Kirche, vom Straßenbereich gut einsehbar, steht seit 1922 ein aus rotem Sandstein gestaltetes Ehrenmal „Fürs Vaterland“ mit der Darstellung eines sterbenden Soldaten, was an die Gefallenen des Krieges 1914–1918 erinnern soll. Am Sockel sind Reste einer Inschrift (..XLEB..) zu erkennen, die darauf hindeuten, dass die Familie von Ribbeck/Erxleben das Denkmal gestiftet hat. Ebenfalls neben der Kirche gibt es ein Ehrenkreuz mit der Aufschrift „Unsern Toten in ferner Erde“.
Östlich neben dem Kirchengebäude befindet sich das Gemeindehaus.

## Gemeindeleben (Auswahl)
Die Gemeinde Seegefeld nutzt das Kirchengebäude nicht nur für Gottesdienste, sondern auch für Konzerte, Lesungen oder andere Veranstaltungen. Interessenten können Besichtigungen oder Führungen wahrnehmen. Für die Mitglieder der Kirchengemeinde wird regelmäßig ein Gemeindebrief herausgegeben, gemeinsame Ausflüge, Oster- oder Weihnachtsveranstaltungen, Gesprächskreise oder eine Hausaufgabenbetreuung gehören ebenfalls zum Gemeindeleben. Die Freizeitangebote für Jung und Alt umfassen auch einen Kinderchor, einen Gospelchor, einen Kirchenchor, eine Posaunengruppe. Hin und wieder gibt es auch Gottesdienste für Gehörlose.
Ferner unterhält die Kirchengemeinde Seegefeld eine 1913 eröffnete Kindertagesstätte und zwei Friedhöfe, nachdem 1830 der erste um die Kirche herum befindliche Friedhof stillgelegt wurde. So wurden 1830 an der Seegefelder Straße 8–10 (1901 durch Landzukauf erweitert) und 1904 in dem neuen Ortsteil Neu-Seegefeld an der Spechtstraße 31–39 neue Begräbnisstätten angelegt und werden durch die Kirchengemeinde Seegefeld betreut.
Im 21. Jahrhundert gründete sich ein Gemeindeaufbauverein, dessen ehrenamtlich tätige Mitglieder sich aktiv an der Betreuung der wachsenden Gemeindemitgliederzahl beteiligen.